# Paul et Virginie (série télévisée)
Pour les articles homonymes, voir Paul et Virginie.
Paul et Virginie est un feuilleton télévisé en treize épisodes de 26 minutes, réalisé par Pierre Gaspard-Huit et diffusé à partir du 24 décembre 1974 au 2 février 1975 sur la troisième chaîne couleur de l'ORTF puis sur FR3. 

## Synopsis
Paul et Virginie est le roman d'une idylle. L’idylle de deux enfants qu’un sort commun a réuni dans un même univers. Paul est le fils naturel de Marguerite, fille de paysans bretons, abusée par un gentilhomme et contrainte d’aller cacher « aux colonies » sa faute. Virginie, elle, est la fille de Madame de La Tour, que son époux, « mort des fièvres pestilentielles », laisse veuve et bientôt mère sur les bords d'une île perdue dans l'océan Indien. Son nom est l'Île de France.

## Fiche technique
- Titre : Paul et Virginie
- Réalisation : Pierre Gaspard-Huit
- Scénario : Luc de Goustine et Pierre Gaspard-Huit d'après le roman de Jacques-Henri Bernardin de Saint-Pierre
- Musique : Georges Delerue
- Nombre d'épisodes : 13 (1 saison)
- Durée : 338 min. (13x26)
- Date de première diffusion : 24 décembre 1974 (France)

## Distribution
- Véronique Jannot : Virginie de La Tour
- Pierre-François Pistorio : Paul
- Michèle Grellier : Sophie de la Tour
- Sarah Sanders : Marguerite
- Claude Titre : Brizac
- Maurice Teynac : le philosophe
- Moune de Rivel : Marie
- Bachir Touré : Domingue
- Georges Marchal : le gouverneur
- Mary Marquet : la tante Vauté
- Maria Mériko : la duchesse
- Christian Alers : le baron
- Jean Vinci : Dr Demai
- Jacques Buron : M. De la Tour
- Alain Nobis : le missionnaire
- Roger Jacquet : le flibustier
- Robert Lombard : le major
- Philippe Forquet : Lavallée
- Marcelle Arnold : la dame de compagnie
- Evelyne Eynaud : Dame Bien
- Claudette Natcheyan : la marrone
- Guy-Pierre Mineur : Mango
- René Antelme : le capitaine du Saint-Geran
- Guy Sauval : le pilote
- Yolande Folliot : une jeune fille (non créditée)
- Madeleine Clervanne
- Georges Riquier
- Andrée Tainsy